# Hincksina
Hincksina is een geslacht van mosdiertjes uit de familie van de Flustridae. De wetenschappelijke naam ervan is in 1903 voor het eerst geldig gepubliceerd door Alfred Merle Norman.
Hij noemde het geslacht naar de zoöloog Thomas Hincks (1818-1899), de auteur van A History of British Marine Polyzoa (1880).

## Soorten[2]
- Hincksina alba O'Donoghue & O'Donoghue, 1923
- Hincksina amploavicularia Gontar, 1982
- Hincksina calpensis Reverter-Gil, Souto & Fernández-Pulpeiro, 2012
- Hincksina flustroides (Hincks, 1877)
- Hincksina gothica Osburn, 1953
- Hincksina longiavicularia Gontar, 1982
- Hincksina longispinosa Harmelin & d'Hondt, 1992
- Hincksina magnicellata Denisenko, 2018
- Hincksina onychocelloides Mawatari, 1956
- Hincksina pacifica Osburn, 1950
- Hincksina pallida (Hincks, 1884)
- Hincksina periporosa Canu & Bassler, 1928
- Hincksina polacantha O'Donoghue & O'Donoghue, 1926
- Hincksina sceletos (Busk, 1858)
- Hincksina velata (Hincks, 1881)